# Pernik
Pernik (in bulgaro Перник?) è un comune bulgaro situato nell'omonima regione di 109 211 abitanti (dati 2009). La sede comunale è nella località omonima.
La città sorge su un antico insediamento tracio fondato circa nel IV secolo a.C. per poi diventare, alcuni secoli dopo, possedimento romano. Nel IX secolo appartiene al Primo impero bulgaro. Dal 1396 fino al 1878 è appartenuta all'impero ottomano. Alla fine di gennaio di ogni anno, che si tiene nella cittadina maschera Mummer Festival "Surva". Pernik è il centro della metallurgia in Bulgaria ora "Stomana industry".

## Località
Il comune è formato dall'insieme delle seguenti località:
- Batanovtsi
- Bogdanovdol
- Bosnek
- Cherna Gora
- Chuypetlovo
- Divotino
- Dragichevo
- Golemo Buchino
- Kladnitsa
- Kralev Dol
- Leskovets
- Lyulin
- Meshtitsa
- Planinitsa
- Raduy
- Rasnik
- Rudartsi
- Selishten Dol
- Studena
- Viskyar
- Vitanovtsi
- Yardzhilovtsi
- Zidartsi

## Amministrazione

### Gemellaggi
- Ovar
- Magdeburgo
- Losanna
- Skopje
- Lublino
- Paks
- Cardiff
- Elektrostal
- Milano
- Obrenovac
- Lubiana
- Spalato
- Tuzla
- Heraklion
- Pardubice
- Graz
- Århus
- Luhansk
- Denizli

## Sport

### Calcio
La squadra principale della città è il Profesionalen Futbolen Klub Minjor Pernik.

## Galleria d'immagini

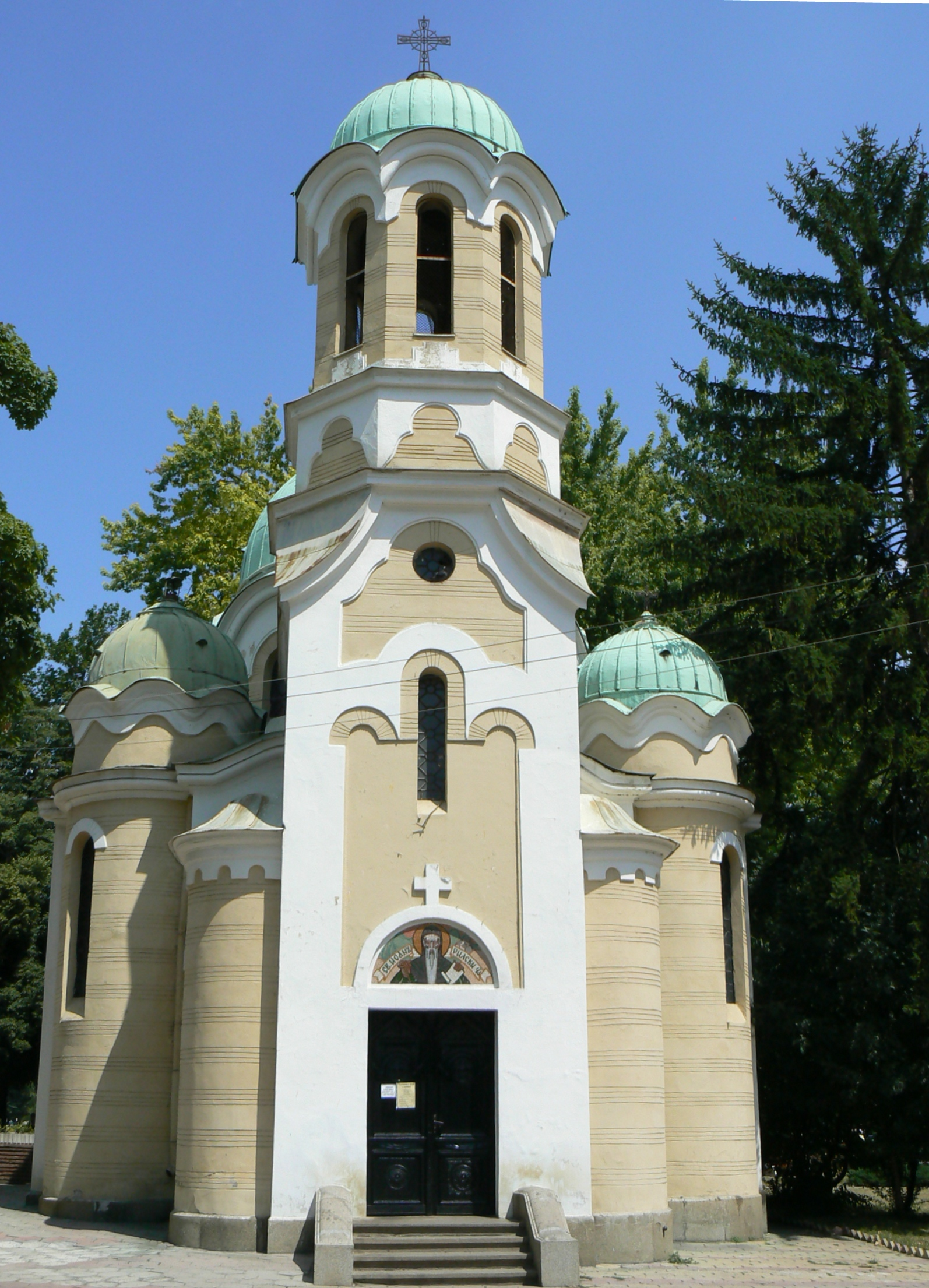
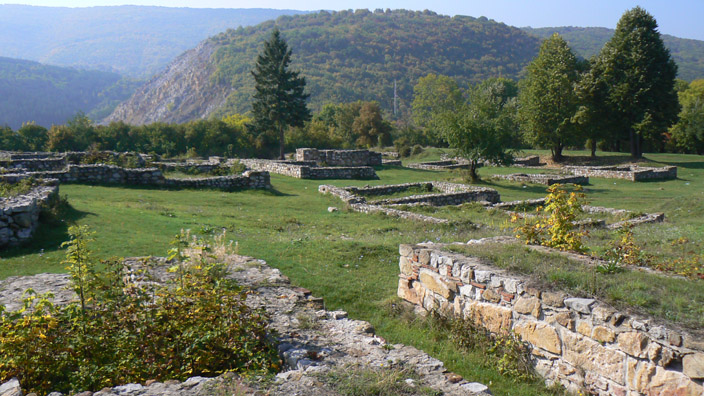
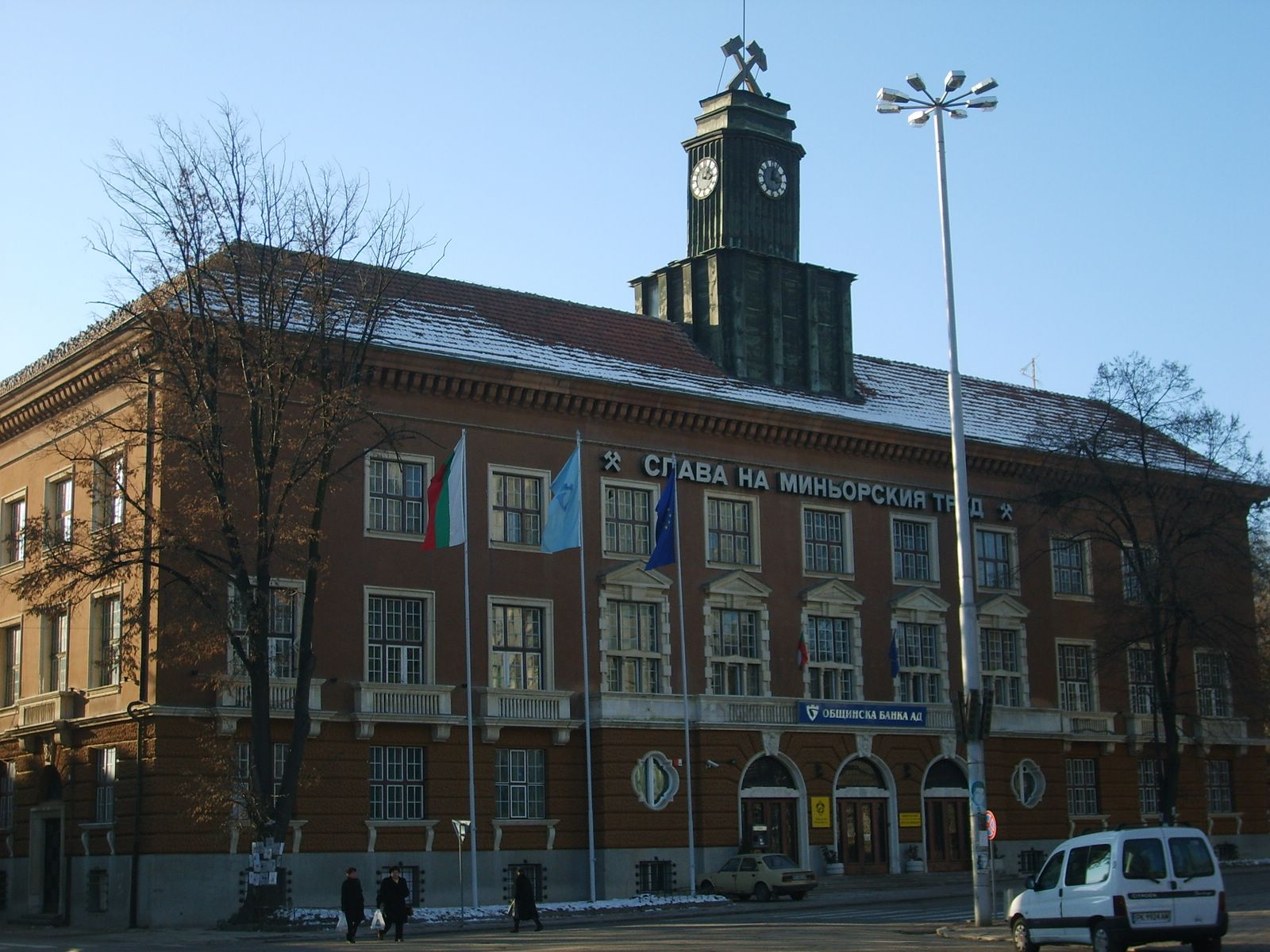
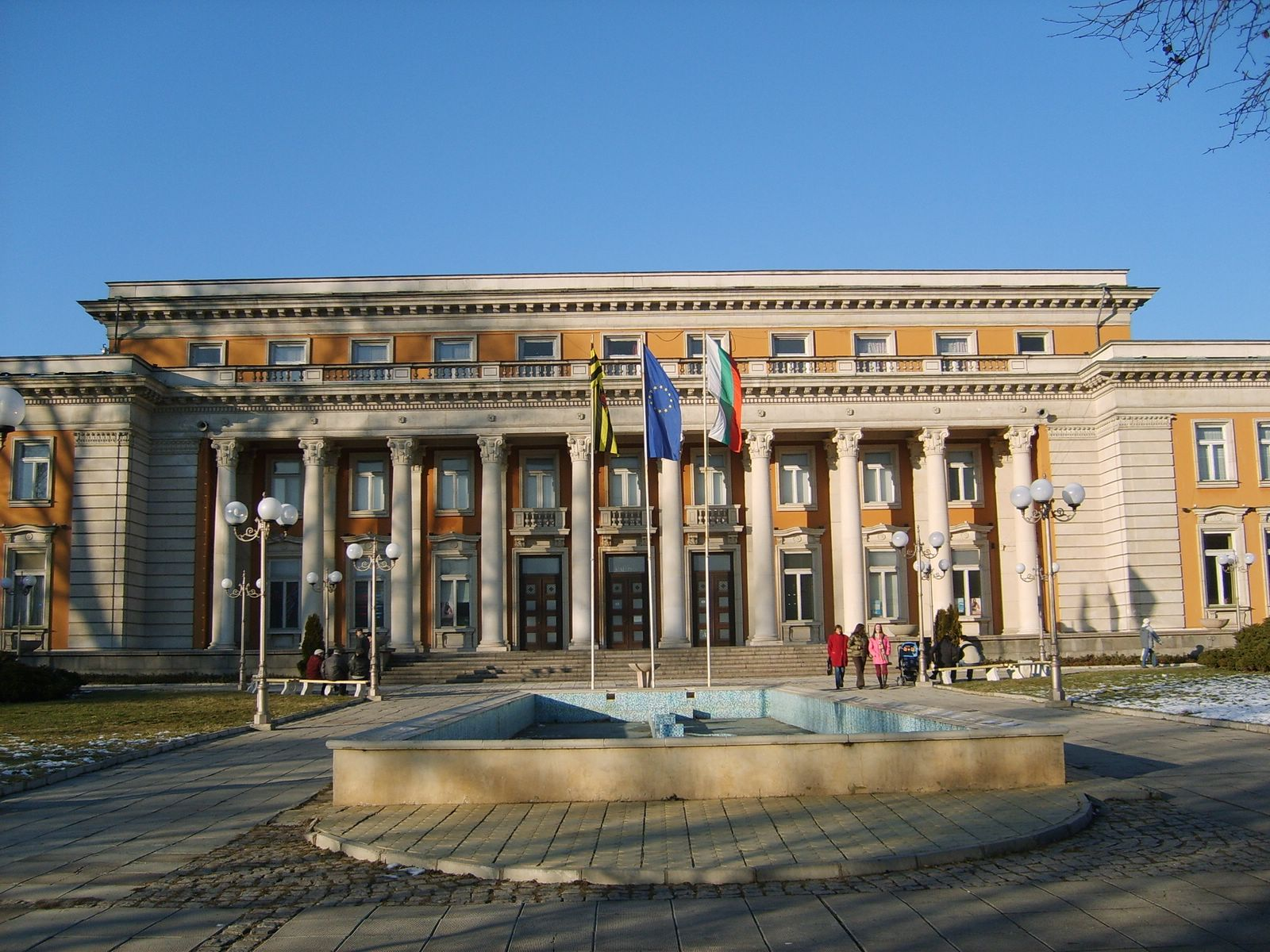